# Верхів'я Ситаєвої балки
Верхів'я Ситаєвої балки — ботанічний заказник місцевого значення. Об'єкт розташований на території Долинського району Кіровоградської області, поблизу с. Варварівка.
Площа — 90 га, статус отриманий у 2003 році.